# IIIe gouvernement provisoire portugais
IIIe République
IIe provisoire IVe provisoire
Le IIIe gouvernement provisoire de la République portugaise a pris ses fonctions le 30 septembre 1974. Il était dirigé par le Premier ministre sortant Vasco Gonçalves. Son mandat a pris fin le 26 mars 1975.

## Composition
Premier ministre, M. Vasco Gonçalves

### Ministres sans portefeuilles
- M. Vítor Alves
- M. Ernesto Melo Antunes
- M. Joaquim Magalhães Mota

### Ministres
- Ministre de la Défense nationale, M. Silvano Ribeiro (à partir du 24.02.1975)
- Ministre de la Coordination interterritoriale, M. António de Almeida Santos
- Ministre de l'Intérieur, M. Manuel da Costa Brás
- Ministre de la Justice, M. Francisco Salgado Zenha
- Ministre des Finances, M. José da Silva Lopes
- Ministre de l'Économie, M. Emílio Rui Vilar
- Ministre des Affaires étrangères, M. Mário Soares
- Ministre de l'Équipement social et de l'Environnement, M. José Augusto Fernandes
- Ministre de l'Éducation et de la Culture

M. Vitorino Magalhaes Godinho (jusqu'au 29.11.1974)
M. Manuel Rodrigues de Carvalho (à partir du 04.12.1974)
- Ministre du Travail, M. José Inácio da Costa Martins
- Ministre des Affaires sociales, Mme Maria de Lourdes Pintasilgo
- Ministre de la Communication sociale, M. Jorge Correia Jesuíno (à partir du 24.02.1975)